# Val d’Err

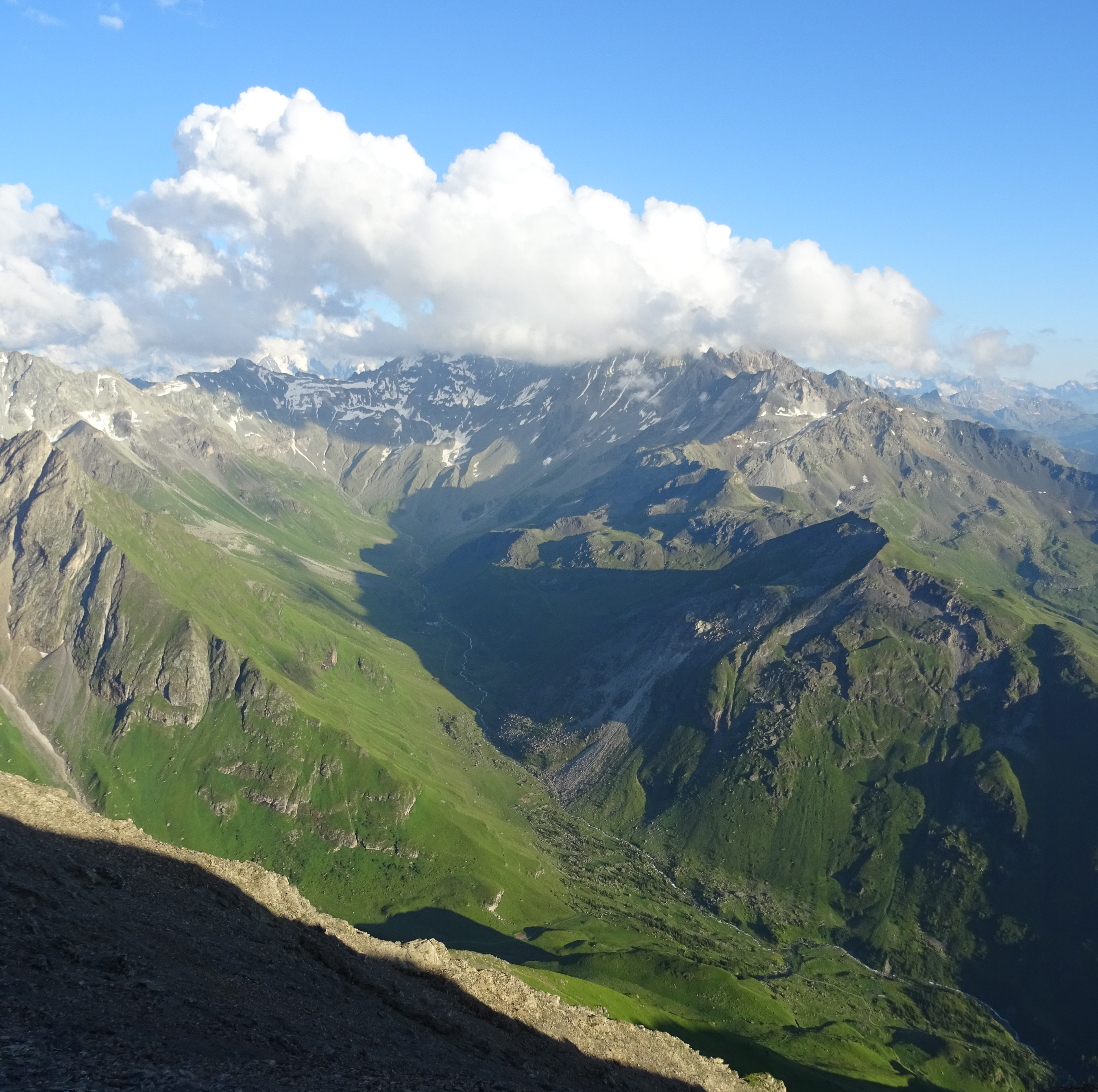
Val d’Err mit Alp d’Err, aufgenommen von der Pizza Grossa (Juli 2016)

Das Val d’Err ⓘ (von rätoromanisch val ‚Tal‘ und keltisch err ‚Schnee‘, also ‚Schneetal‘) ist ein Tal im Schweizer Kanton Graubünden.

## Lage
Das etwa acht Kilometer lange Errtal liegt beim Piz d’Err in den Albula-Alpen und wird vom Ragn d'Err (Errbach) durchflossen, der das Tal in einer engen Schlucht verlässt und bei Tinizong in die Gelgia mündet. Das Val d’Err grenzt auf der nordöstlichen Talseite an das eidgenössische Jagdbanngebiet um den Piz Ela.
Zwischen Tinzenhorn und Piz Ela führt der Pass d’Ela ins Val Spadlatscha und weiter nach Filisur und Alvaneu Bad im Albulatal, östlich davon die Fuorcla da Tschitta und die Fuorcla Mulix ins Val Mulix. Eine Etappe des 2010 eröffneten Walserweges Graubünden führt durch das Val d’Err.

## Geschichte
Bis zum Ende des Zweiten Weltkriegs wurde hier Manganerz abgebaut.
Der Ragn d’Err ist seit 2001 ein geschütztes Auengebiet von nationaler Bedeutung.
Im Jahr 2014 begann in der unteren Talhälfte der Bau eines Kleinwasserkraftwerks der BKW Energie mit rund 20 GWh jährlicher Stromproduktion.